# 冬山河生態綠舟
冬山河生態綠舟，簡稱生態綠舟，是一座位於臺灣宜蘭縣冬山鄉冬山河畔的公園，占地約18公頃。

## 歷史
宜蘭縣政府於1984年在生態綠舟現址劃定「冬山河風景區」，原定於2015年10月開園，後因蘇迪勒颱風影響，延至2016年的世界地球日開幕。
2017年的綠色博覽會在此舉行，2018年後改回蘇澳武荖坑舉行，後於2022年重新回到生態綠舟舉行。

## 環境
生態綠舟於2017年7月1日開始收取場地維護費，每人30元，宜蘭縣縣民及身高未滿115公分或年齡未滿6歲之兒童免費。生態綠舟於冬山河舊河道設有遊船，全程約15分鐘，票價為全票75元，半票35元。

## 外部連結
- 冬山河生態綠舟的Facebook專頁